# Фосс (Франция)
Фосс (фр. Fosses) — муниципалитет во Франции, в регионе Иль-де-Франс, департамент Валь-д'Уаз. Население — 9998 человек (1999). Муниципалитет расположен на расстоянии около 29 км севернее Парижа, 32 км восточнее Сержи.

## Демография
Динамика населения (INSEE):